# 추규영
추규영(秋圭映, 1901년 ~ 1977년)은 대한민국의 독립운동가이다. 경상남도 동래(東萊) 사람이다. 아명(兒名)은 추은열(秋恩說)이다.

## 생애
1919년 3월 7일부터 12일까지의 기간에 동래군(東萊郡) 동래면(東萊面) 복천동(福泉洞)에서 동래고등보통학교(東萊高等普通學校) 재학생인 엄진영(嚴進永), 김귀룡(金貴龍), 고영건(高永建) 등과 같이 독립만세시위를 계획하였다. 그리고 학교 비품과 등사판으로 독립선언서(獨立宣言書) 500여매와 다량의 태극기(太極旗)를 인쇄하여 3월 13일 동래군청(東萊郡廳) 앞에서 장날에 모인 다수 군중에게 독립선언서(獨立宣言書)와 태극기(太極旗)를 배포하면서 독립만세를 고창하며 시위를 주도하다가 피체되었다. 동년 4월 30일 부산지방법원에서 소위 보안법 및 출판법 위반으로 징역 1년형을 언도받고 옥고를 치렀다.

## 사후
- 대한민국 정부는 고인의 공훈을 기리어 1990년 건국훈장 애족장을 추서하였다.(1986년 대통령표창)

## 참고 자료
- 국가보훈처 공훈록